# Autostrady i drogi ekspresowe w Austrii

Sieć autostrad i dróg ekspresowych w Austrii

Autostrady i drogi ekspresowe w Austrii (niem. Autobahnen und Schnellstraßen in Österreich) – sieć najważniejszych dróg dwu- i jednojezdniowych o łącznej długości 2231 km, którą tworzy 1745 km autostrad i 486 km dróg ekspresowych (w 2018 r.).
Od 1997 r. zarządcą i operatorem wszystkich autostrad oraz dróg ekspresowych w Austrii jest – utworzona 11 września 1982 – spółka akcyjna ASFINAG (niem. Autobahnen- und Schnellstraßen-Finanzierungs-Aktiengesellschaft).
W ciągach austriackich autostrad i dróg ekspresowych zlokalizowane są 182 tunele o całkowitej długości 341 km, z których 174 km stanowią tunele dwutubowe (dwa równoległe tunele, po jednej jezdni dla każdego kierunku).
Wszystkie węzły na autostradach oraz drogach ekspresowych w Austrii oznaczone są numerami zgodnymi z pikietażem. Węzeł 72 nie jest zatem 72. węzłem na danej drodze, lecz obiektem znajdującym się około 72. kilometra drogi.

## Lista autostrad

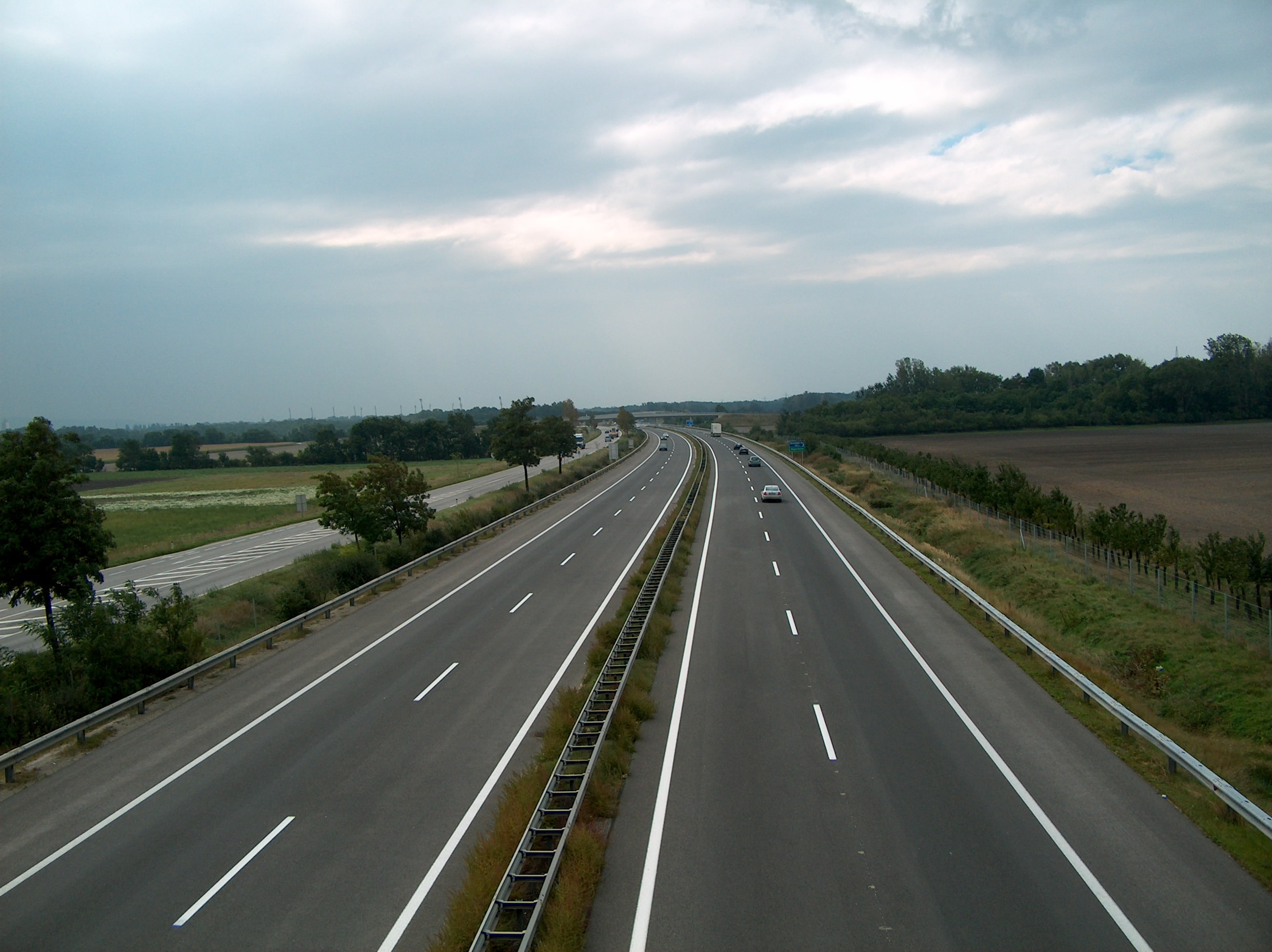
Südost Autobahn

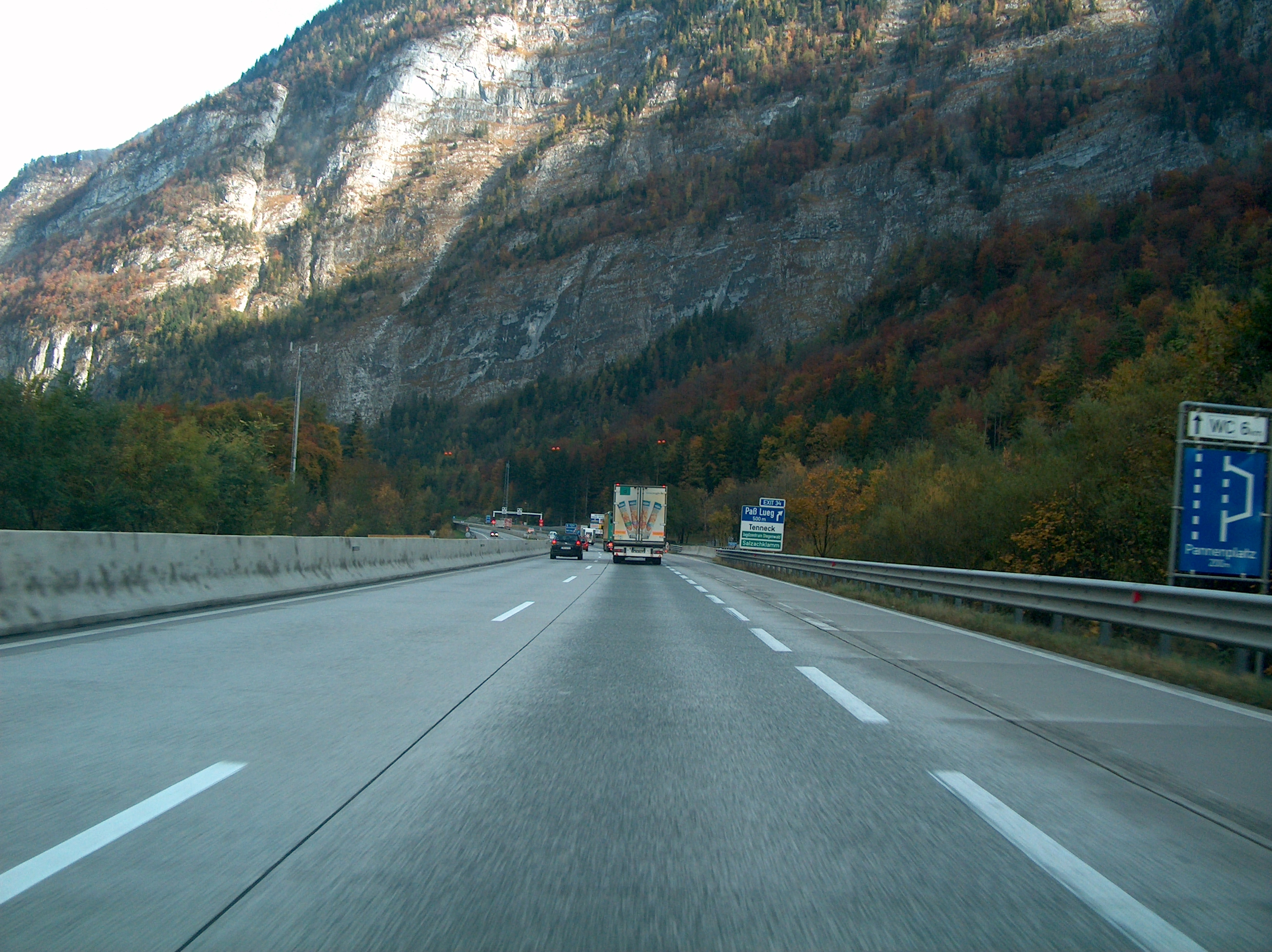
Tauern Autobahn

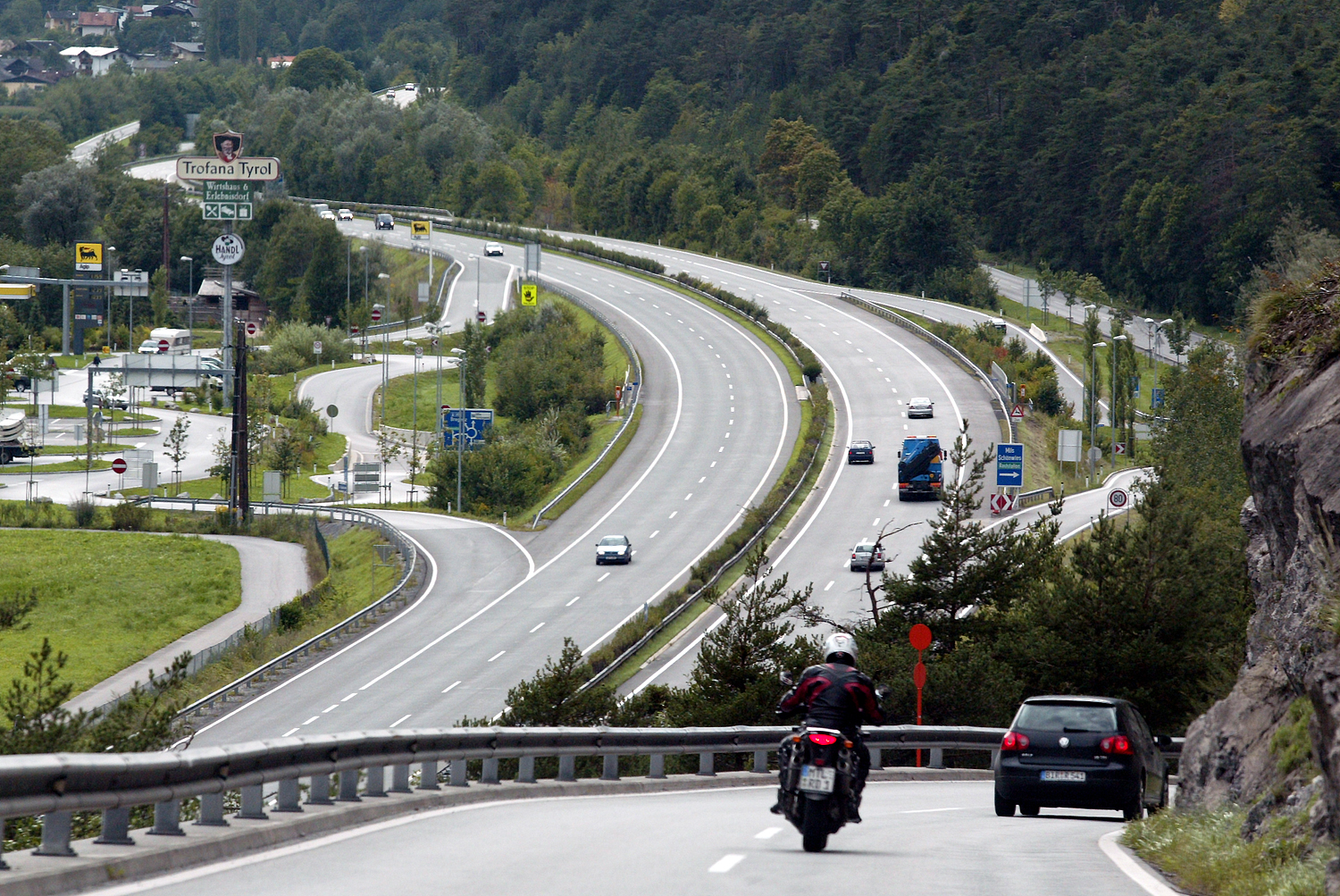
Inntal Autobahn

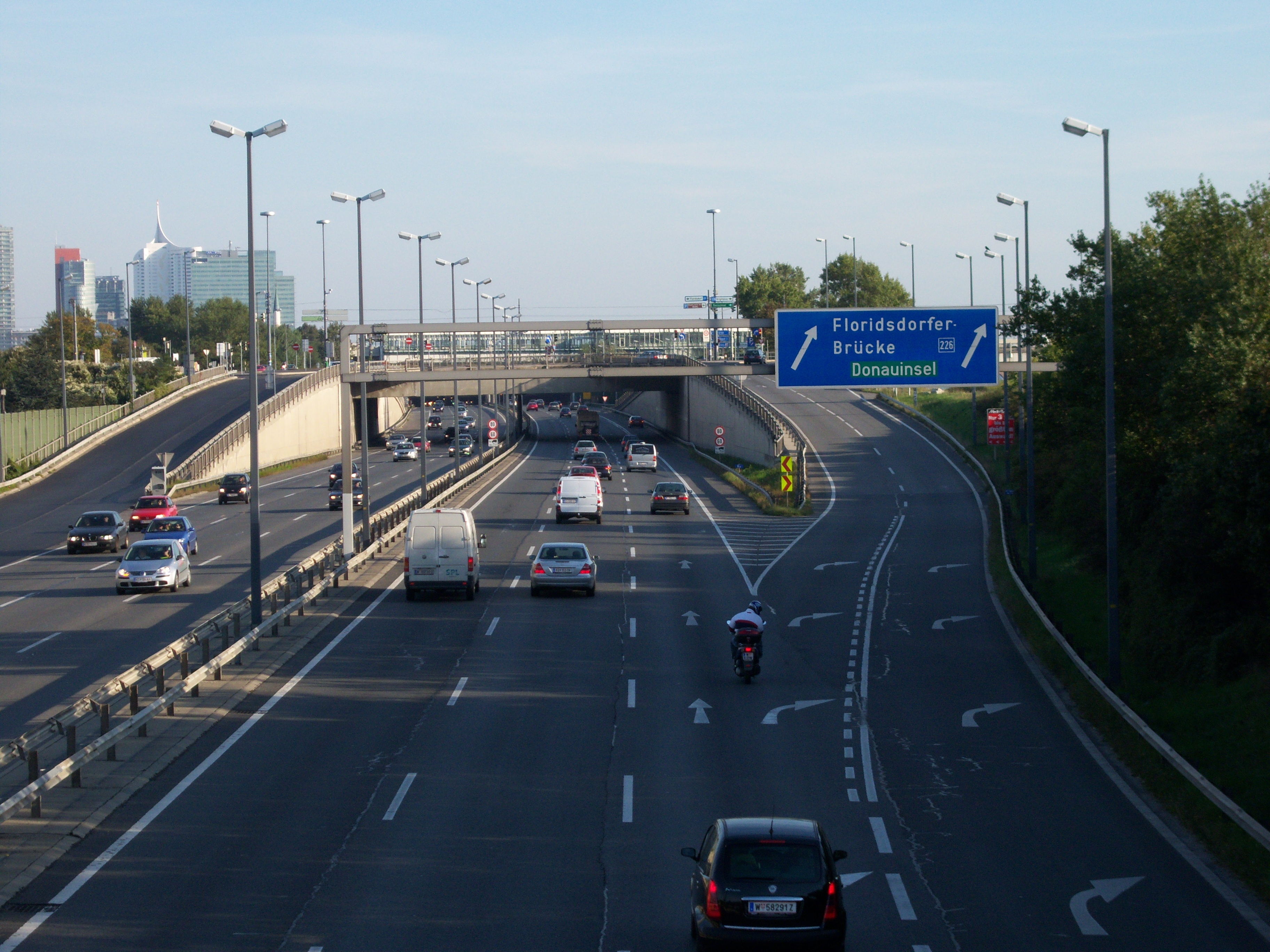
Donauufer Autobahn niedaleko Wiednia

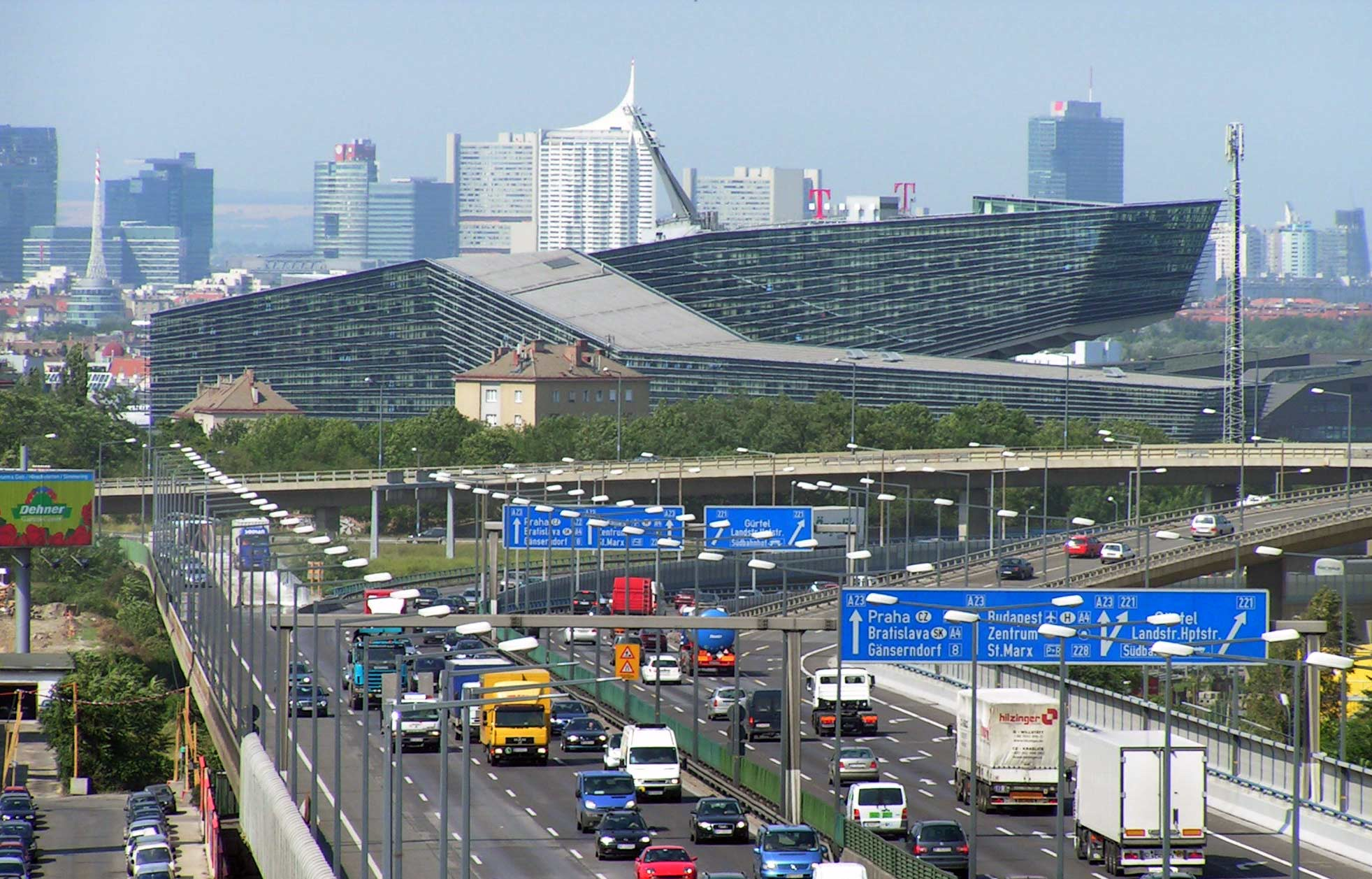
Autobahn Südosttangente Wien

| Numer   | Nazwa                        | Wybudowano            | Mapa |
| ------- | ---------------------------- | --------------------- | ---- |
|         | West Autobahn                | 292 km / 292 km       |      |
|         | Süd Autobahn                 | 377,3 km / 377,3 km   |      |
|         | Südost Autobahn              | 39 km / 30 km         |      |
|         | Ost Autobahn                 | 66 km / 66 km         |      |
|         | Nord/Weinviertel Autobahn    | 57,5 km / 53,5 km     |      |
|         | Nordost Autobahn             | 22 km / 22 km         |      |
|         | Mühlkreis Autobahn           | 29 km / 29 km         |      |
|         | Innkreis Autobahn            | 76 km / 76 km         |      |
|         | Pyhrn Autobahn               | 230,2 km / 230,2 km   |      |
|         | Tauern Autobahn              | 194 km / 194 km       |      |
|         | Karawanken Autobahn          | 21,2 km / 21,2 km     |      |
|         | Inntal Autobahn              | 153,3 km / 153,3 km   |      |
|         | Brenner Autobahn             | 35 km / 35 km         |      |
|         | Rheintal/Walgau Autobahn     | 61 km / 61 km         |      |
|         | Wiener Außenring Autobahn    | 38,2 km / 38,2 km     |      |
|         | Donauufer Autobahn           | 33,6 km / 33,6 km     |      |
|         | Autobahn Südosttangente Wien | 17,8 km / 17,8 km     |      |
|         | Welser Autobahn              | 20 km / 20 km         |      |
|         | Linzer Autobahn              | 8,5 km / 0 km         |      |
| Łącznie | Łącznie                      | 1771,6 km / 1750,1 km |      |

## Lista dróg ekspresowych

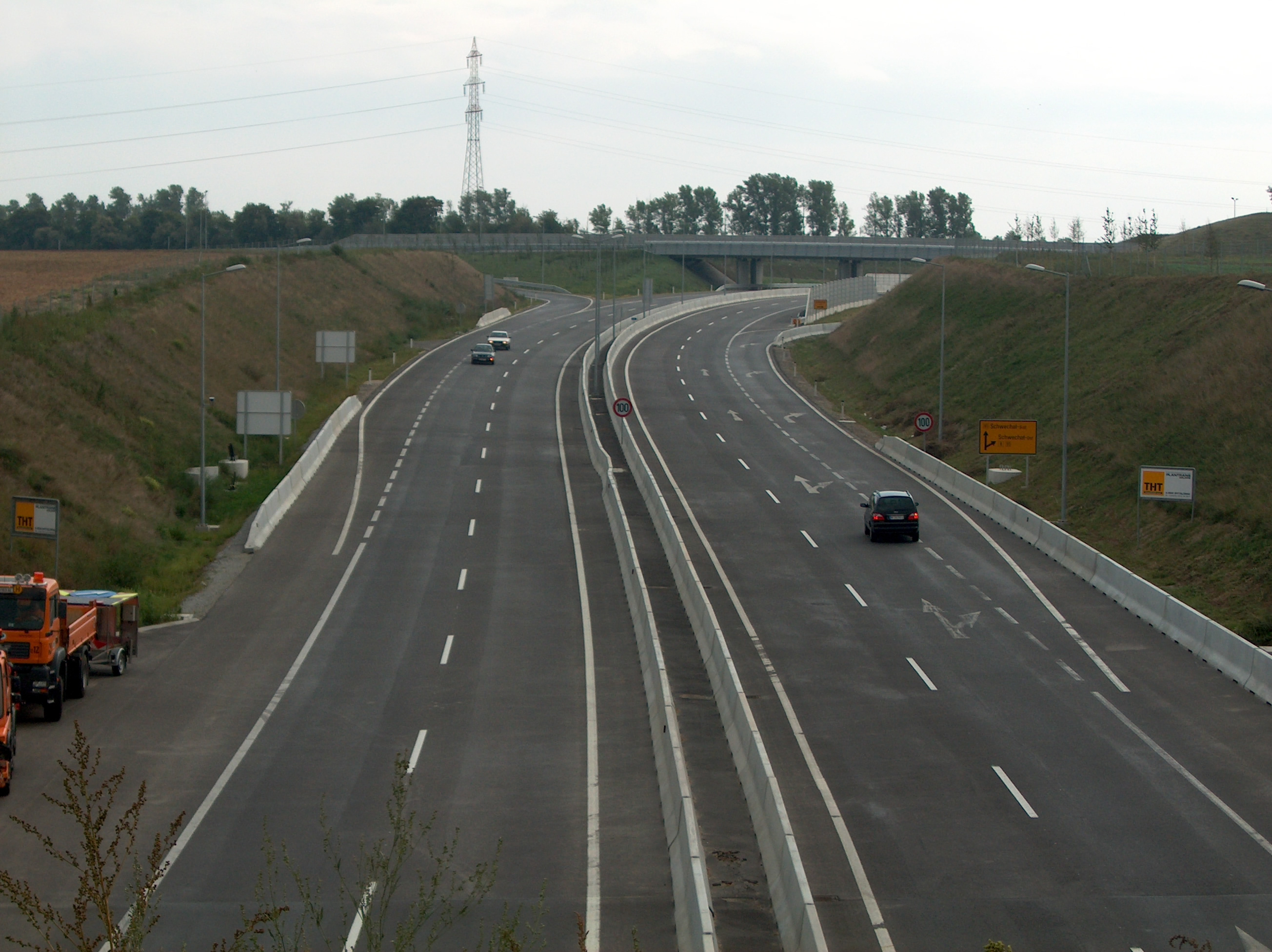
Wiener Außenring Schnellstraße

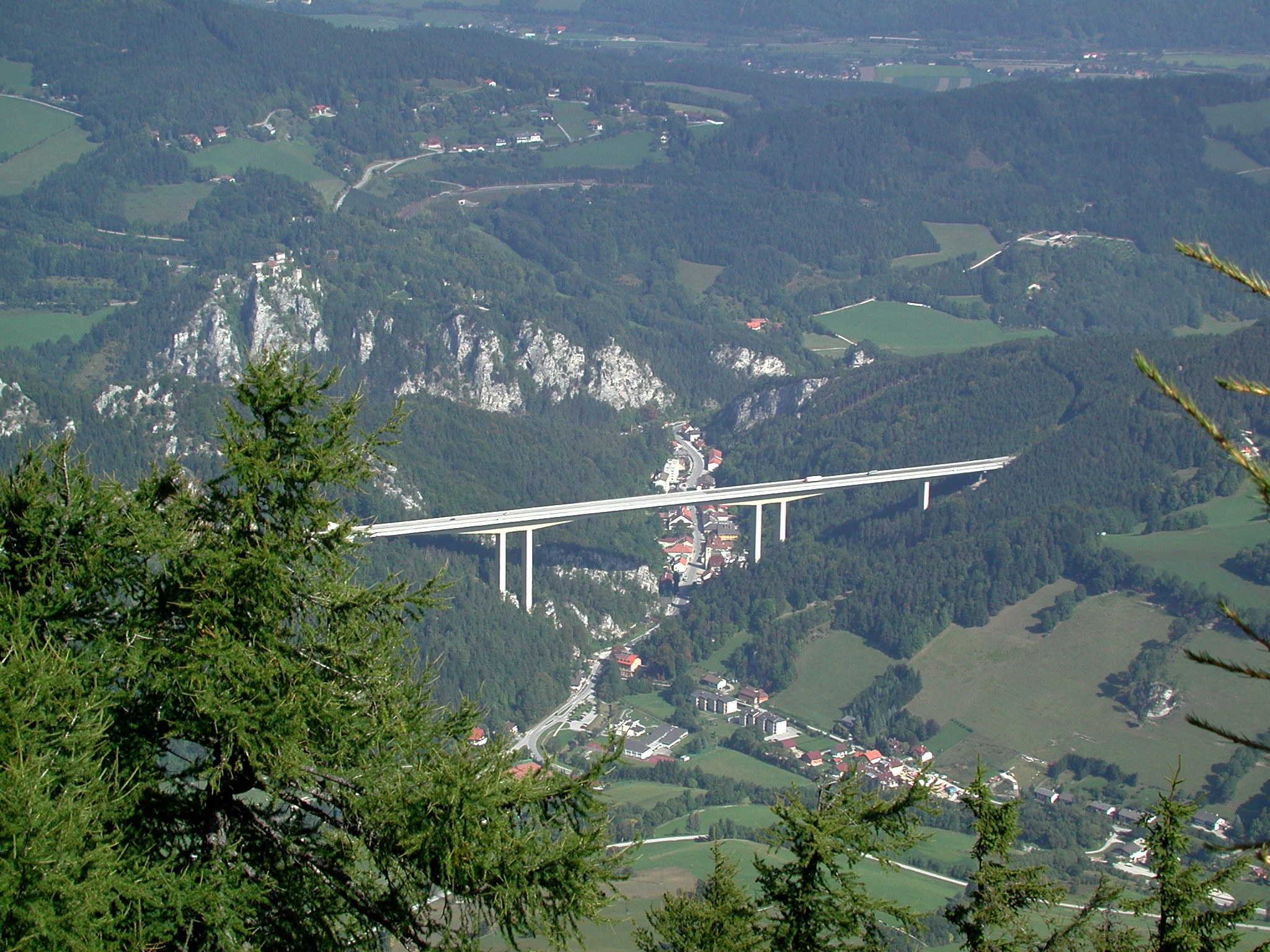
Wiadukt na Semmering Schnellstraße

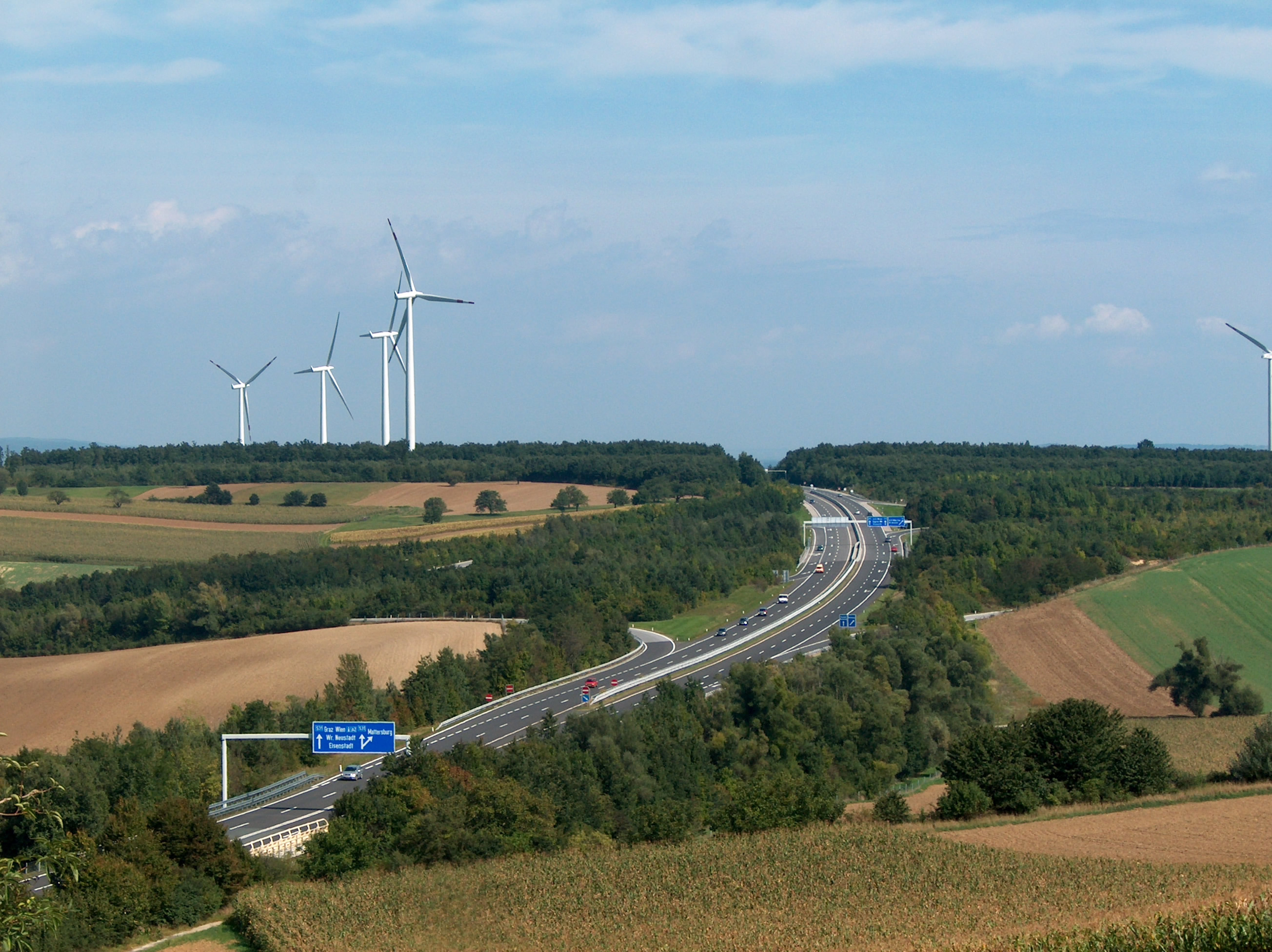
Burgenland Schnellstraße

| Numer   | Nazwa                          | Wybudowano          | Mapa |
| ------- | ------------------------------ | ------------------- | ---- |
|         | Wiener Außenring Schnellstraße | 63,3 km / 39,7 km   |      |
|         | Wiener Nordrand Schnellstraße  | 7,2 km / 7,2 km     |      |
|         | Weinviertler Schnellstraße     | 35 km / 21 km       |      |
|         | Mattersburger Schnellstraße    | 17 km / 17 km       |      |
|         | Stockerauer Schnellstraße      | 44,5 km / 44,5 km   |      |
|         | Semmering Schnellstraße        | 105,3 km / 105,3 km |      |
|         | Fürstenfelder Schnellstraße    | 28 km / 0 km        |      |
|         | Marchfeld Schnellstraße        | 34 km / 0 km        |      |
|         | Mühlviertler Schnellstraße     | 38 km / 22 km       |      |
|         | Arlberg Schnellstraße          | 62,2 km /62,2 km    |      |
|         | Bodensee Schnellstraße         | 7,5 km / 0 km       |      |
|         | Burgenland Schnellstraße       | 46 km / 46 km       |      |
|         | Kremser Schnellstraße          | 28 km / 28 km       |      |
|         | Traisental Schnellstraße       | 9 km / 0 km         |      |
|         | Brucker Schnellstraße          | 35,8 km / 35,8 km   |      |
|         | Murtal Schnellstraße           | 58 km / 36 km       |      |
|         | Klagenfurter Schnellstraße     | 66 km / 18 km       |      |
| Łącznie | Łącznie                        | 684,8 km / 482,7 km |      |

## Historia
Budowę pierwszych autostrad w Austrii rozpoczęto w 1938 r. Pierwsze odcinki ukończono w 1941 r. (A1 i A10 w okolicach Salzburga). Niektóre fragmenty oddano do eksploatacji na przełomie lat 40. i 50. XX wieku. W latach 1939–1942 budowano eksterytorialną autostradę Wiedeń – Wrocław na terytorium dzisiejszych Czech, ale po wojnie budowy nie kontynuowano. W 1954 ustalono ponownie docelową sieć autostrad (później wielokrotnie rozszerzaną).

### 1947
Po zakończeniu II wojny światowej Austria posiadała planowaną sieć (1422 km) autostrad, z których:
- 18 km było gotowe,
- 337 km znajdowało się w różnych stadiach budowy,
- 550 km było szczegółowo zaprojektowane,
- 517 km było planowane.

Ta sieć autostrad była odpowiednio zaplanowana do potrzeb komunikacyjnych III Rzeszy.

### 1954 i 1958
W pierwszej oficjalnej sieci autostrad zaplanowanej w 1954, zmienionej minimalnie w 1958 wymienionych było ok. 760 km autostrad:
- 292,1 km – Autostrada Zachodnia Wiedeń – Salzburg (dziś A1) wraz z:
  - 7,8 km – zachodnią obwodnicą Salzburga (dziś fragment A10),
  - 4,6 km – połączeniem z Linzem (dziś fragment A7),
  - 38,9 km – południowo-zachodnią obwodnicą Wiednia (dziś A21);
- 390,0 km – Autostrada Południowa Wiedeń – Graz – Klagenfurt – Villach (dziś fragment A2) wraz z:
  - 25,0 km – wschodnią obwodnicą Wiednia (obecnie budowana S1).

W sumie sieć autostrad: 760 km.

### 1964
W 1964 sieć poszerzono o następujące odcinki:
- Autostrada Zachodnia:
  - 9 km w Wiedniu (niewybudowana),
  - 18 km – połączenie Salzburga z Golling (dziś fragment A10),
- Autostrada Południowa
  - 7 km w Wiedniu (dziś fragmenty A2 oraz A23),
- 10 km – Wiedeńska Autostrada Północna (obecnie B227),
- 18 km – Wiedeńska Autostrada Północno-Wschodnia (dziś fragment A23 oraz B302),
- 14 km – Autostrada Wiedeń – Lotnisko (dziś fragment A4),
- 90 km – Autostrada Linz – Schärding razem z odnogą do Sattledt (obecnie A8 i A25),
- 73 km – Autostrada Doliny Innu (dziś fragment A12),
- 11 km – połączenie Wörgl (A12) – Söll (niewybudowana, dawniej planowana S12),
- 35 km – Autostrada Brennerska (dziś A13),
- 50 km – Autostrada Doliny Renu (dziś A14 oraz planowana S18).

W sumie sieć autostrad: 1090 km.

## Numeracja
Początkowo każda autostrada nosiła nazwę związaną z jej kierunkiem lub regionem. Następnie, dla ułatwienia, wprowadzono dodatkowo oznaczenie numeryczne, poprzedzone literą A (autostrada) lub S (droga ekspresowa) – np. A1 Westautobahn lub S16 Arlbergschnellstraße.
Część dróg krajowych, przewidzianych w dalszej perspektywie do przebudowy na trasy ekspresowe (po starym śladzie) lub kiedyś planowane jako ekspresowe, jest oznakowane jako Bundestrasse B3xx – np. B311. Ostatnie dwie cyfry numeru 3xx są też oznaczeniem planowanej tym samym śladem drogi ekspresowej. Często nowo budowane fragmenty tych tras, szczególnie obwodnice i tunele, są oznakowane jako drogi ekspresowe.

## Ograniczenie prędkości
Na autostradach w Austrii obowiązuje ograniczenie prędkości:
- do 130 km/h dla samochodów osobowych i motocykli,
- do 100 km/h dla pojazdów z przyczepami oraz autobusów,
- do 80 km/h dla ciężarówek.

Minimalna prędkość jazdy na autostradzie wynosi 60 km/h i pojazdy, które nie mogą osiągać tej prędkości, nie mogą poruszać się na autostradach.
W Austrii trwa debata nad zmianą dopuszczalnych prędkości na autostradach. Od 2 maja 2006, na 19-kilometrowym fragmencie autostrady A10 od Spittal an der Drau do Paternion – w celach testowych – dla samochodów osobowych zwiększono maksymalną prędkość do 160 km/h.

## Opłaty

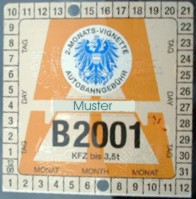
Winieta austriacka

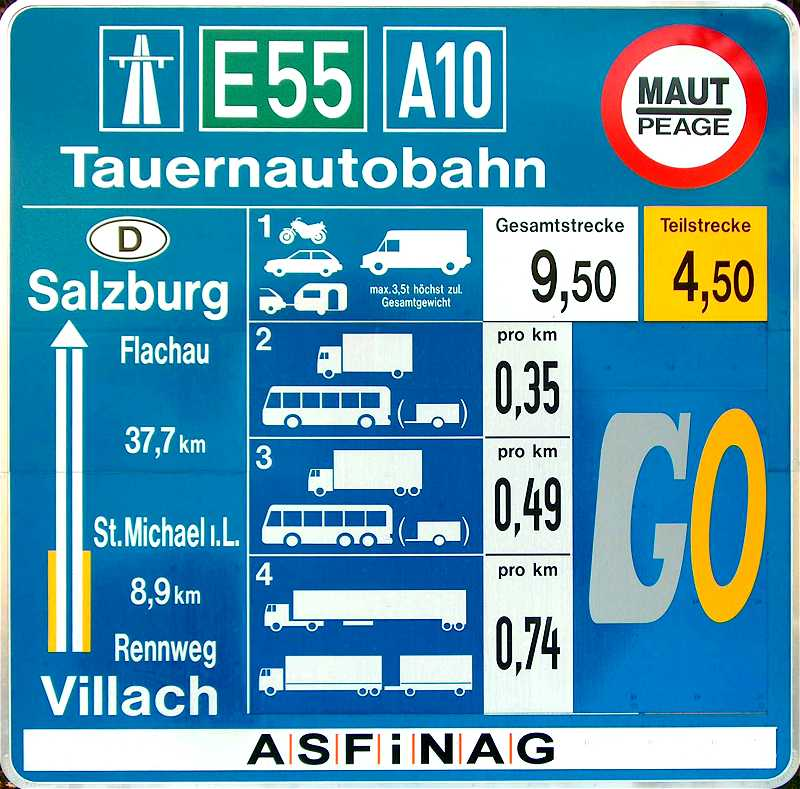
Dodatkowe opłaty na A10

Od 1997 r. przejazd wszystkimi autostradami i drogami ekspresowymi (również w granicach administracyjnych miast) jest płatny.
W przypadku motocykli i samochodów osobowych (o dmc poniżej 3,5 t) należy wykupić i nakleić (na niewymiennym elemencie motocykla / na przedniej szybie samochodu) winietę (dolną, oderwaną część winiety należy zachować). Ich cena zależy od: rodzaju pojazdu (motocykle, samochody osobowe) oraz okresu ważności (10-dniowa, 2-miesięczna, roczna):
- Winieta z 10-dniowym okresem ważności (T) jest ważna od godziny 0:00 dnia przedziurkowanego przez kolejne 9 dni kalendarzowych do godziny 24:00 (łącznie 10 dni);
- Winieta z 2-miesięcznym okresem ważności (M) jest ważna przez okres dwóch pełnych miesięcy, licząc od dnia wskazanego przez klienta w chwili zakupu włącznie z tym dniem;
- Winieta z rocznym okresem ważności (J) jest ważna od 1 grudnia poprzedzającego roku do 31 stycznia roku następnego.

Przyczepy ciągnięte przez pojazd o dmc do 3,5 tony nie potrzebują dodatkowej winiety (wystarczy ważna, prawidłowo naklejona winietka na pojeździe ciągnącym). Na terytorium Austrii winiety można nabywać w biurach tamtejszego automobilklubu (OAMTC), urzędach pocztowych, kioskach, na stacjach benzynowych oraz w punktach pobierania opłat drogowych, możliwy jest również zakup przez internet. Każdego roku winiety mają inny kolor. Od końca 2017 r., oprócz dotychczasowych winiet tradycyjnych (w formie naklejki na szybę), dostępne są również winiety elektroniczne (e-winiety), które uzyskują jednak ważność najwcześniej po 18 dniach od daty zakupu. Cyfrowa wersja winiety powiązana jest z numerem rejestracyjnym danego pojazdu, w związku z tym nie trzeba jej naklejać na szybę samochodu. Brak winiety na autostradzie lub drodze ekspresowej karany jest mandatem w wysokości 120 euro. Nienaklejenie winiety na szybę, lecz tylko umieszczenie jej za szybą również skutkuje mandatem. Nieuregulowanie mandatu na miejscu grozi grzywną od 300 do 3000 euro.
W przypadku samochodów ciężarowych (o dmc powyżej 3,5 t), od 1 stycznia 2004 opłata jest naliczana przez urządzenie elektroniczne (GO-Box) i zależy od długości pokonanej trasy.
Niezależnie od posiadania winiety, na niektórych odcinkach dróg obowiązują dodatkowe opłaty, pobierane w punktach poboru opłat (gotówka, karta, samoobsługa), zlokalizowanych przy tych drogach. Od 2018 r. istnieje także możliwość zapłaty online, uzyskuje ono jednak ważność najwcześniej po 18 dniach od daty zakupu. Fragmenty dodatkowo płatne to następujące tunele:
- A9 – Bosrucktunnel (km 57-67), Gleinalmtunnel (km 133-157)
- A10 – Katschbergtunnel/Tauerntunnel (km 104-113)
- A11 – Karawankentunnel (km 11-21)
- A13 – Hangbrücken Schönberg-Matrei (km 10-19)
- S16 – Arlbergtunnel (km 22-39)

Opłaty pobierane są również za przejazd drogami wysokoalpejskimi.